# Antoine François Pernel
Pour les articles homonymes, voir Pernel (homonymie).
Antoine François Pernel, né le 29 novembre 1733 à Lure et mort dans la même ville le 6 mars 1795, est un député du tiers état aux États généraux de 1789. 
Il siège jusqu'à la fin de la session de l'Assemblée nationale constituante le 30 septembre 1791.

## Biographie
Antoine François Pernel est né le 29 novembre 1733 à Lure,.
Il est notaire et procureur royal à Lure à partir de 1764.
Le 11 avril 1789,, il est élu député du tiers état du bailliage d'Amont aux États généraux,,,. Il est le sixième et dernier député du tiers état élu dans ce bailliage,.
À l'Assemblée nationale constituante, il fait partie de la majorité réformatrice. Après la fin de la session de l'Assemblée nationale constituante le 30 septembre 1791 il ne participe plus à la vie politique.
Il meurt à Lure (en Haute-Saône) le 6 mars 1795,.